# Coupe de Corée 1995
Navigation
Saison précédente Saison suivante
La Coupe de Corée 1995 était la 21e édition de la Coupe du Président. La compétition se déroulait entre le 3 et le 12 juin 1995. L'Équateur remporta ce tournoi.

## Phase de groupes

### Groupe A
| Rang | Équipe        | Pts | J | G | N | P | Bp | Bc | Diff |  | Résultats (▼ dom., ► ext.) | COR | CRC | RIO | KIL |
| ---- | ------------- | --- | - | - | - | - | -- | -- | ---- |  | -------------------------- | --- | --- | --- | --- |
| 1    | Corée du Sud  | 9   | 3 | 3 | 0 | 0 | 8  | 1  | +7   |  | Corée du Sud               |     | 1-0 | 2-0 | -   |
| 2    | Costa Rica    | 4   | 3 | 1 | 1 | 1 | 4  | 3  | +1   |  | Costa Rica                 | -   |     | -   | 2-2 |
| 3    | Rio XI        | 3   | 3 | 1 | 0 | 2 | 2  | 5  | -3   |  | Rio XI                     | -   | 0-2 |     | -   |
| 4    | Kilmarnock FC | 1   | 3 | 0 | 1 | 2 | 4  | 9  | -5   |  | Kilmarnock                 | 1-5 | -   | 1-2 |     |

### Groupe B
| Rang | Équipe         | Pts | J | G | N | P | Bp | Bc | Diff |  | Résultats (▼ dom., ► ext.) | ECU | ZAM | MEC | TRE |
| ---- | -------------- | --- | - | - | - | - | -- | -- | ---- |  | -------------------------- | --- | --- | --- | --- |
| 1    | Équateur       | 7   | 3 | 2 | 1 | 0 | 7  | 3  | +4   |  | Équateur                   |     | 4-1 | 2-1 | -   |
| 2    | Zambie         | 4   | 3 | 1 | 1 | 1 | 3  | 4  | -1   |  | Zambie                     | -   |     | -   | 2-0 |
| 3    | KV Malines     | 2   | 3 | 0 | 2 | 1 | 3  | 4  | -1   |  | Malines                    | -   | 0-0 |     | 2-2 |
| 4    | Trelleborgs FF | 2   | 3 | 0 | 2 | 1 | 3  | 5  | -2   |  | Trelleborgs                | 1-1 | -   | -   |     |

## Tournoi final
|  | Demi-finales   | Demi-finales   |        |   | Finale         | Finale         |
|  | Demi-finales   | Demi-finales   |        |   | Finale         | Finale         |
|  |                |                |        |   |                |                |
|  | 10 juin, Séoul | 10 juin, Séoul |        |   | 12 juin, Séoul | 12 juin, Séoul |
|  | 10 juin, Séoul | 10 juin, Séoul |        |   | 12 juin, Séoul | 12 juin, Séoul |
|  | Corée du Sud   | 2              |        |   | 12 juin, Séoul | 12 juin, Séoul |
|  | Corée du Sud   | 2              |        |   | 12 juin, Séoul | 12 juin, Séoul |
|  | Zambie         | 3              |        |   | 12 juin, Séoul | 12 juin, Séoul |
|  | Zambie         | 3              | Zambie | 0 |                |                |
|  | 10 juin, Séoul |                | Zambie | 0 |                |                |
|  |                | Équateur       | 1      |   |                |                |
|  | Équateur       | Équateur       | 1      | 2 |                |                |
|  | Équateur       |                |        | 2 |                |                |
|  | Costa Rica     | 1              |        |   |                |                |
|  | Costa Rica     | 1              |        |   |                |                |

### Demi-finales
| 10 juin 1995 | Corée du Sud                       | 2 – 3 | Zambie                              | Stade Dongdaemun, Séoul |                      |
|              | Roh Sang-rae 41e · Kim Do-hoon 61e |       | 10e Mulenga · 51e Lota · 79e Mutale | Spectateurs : 26 328    | Spectateurs : 26 328 |

| 10 juin 1995 | Équateur                  | 2 – 1 | Costa Rica   | Stade Dongdaemun, Séoul |                      |
|              | E. Hurtado 37e · Díaz 57e |       | 76e Madrigal | Spectateurs : 26 328    | Spectateurs : 26 328 |

### Finale
| 12 juin 1995 | Zambie | 0 – 1 | Équateur | Stade Dongdaemun, Séoul |                      |
|              |        |       | 46e Díaz | Spectateurs : 18 724    | Spectateurs : 18 724 |

## Vainqueur
| Vainqueur Coupe de Corée 1995 Équateur 1er titre |